# Adénome
 Mise en garde médicale
Un adénome est une tumeur bénigne pouvant affecter une glande ou bien une muqueuse.
Toutes les glandes peuvent être atteintes : glande endocrine à sécrétion hormonale interne comme la thyroïde ou l'hypophyse, glande à sécrétion externe comme le sein, la prostate ou les glandes sébacées de la peau, ou encore une muqueuse comme celle du tube digestif (dans ce cas, on parle plus précisément de polypes adénomateux).

## Localisations
- Digestif
  - Gastrique : adénome fundique (adénome du fundus), adénome antral (adénome de l'antre de l'estomac)
  - Duodénal
  - Colorectal
  - Hépatocellulaire

- Prostatique (Hypertrophie bénigne de la prostate)
- Parathyroïdien
- A prolactine (prolactinome)
- Hypophysaire